# Большеникольское (Новосибирская область)
Большенико́льское — село в Чулымском районе Новосибирской области. Административный центр Большеникольского сельсовета.

## География
Площадь села — 196 гектаров.

## Население
| 1926 | 2002 | 2007 | 2010 |
| ---- | ---- | ---- | ---- |
| 1474 | ↘614 | ↗630 | ↘567 |

## Инфраструктура
В селе по данным на 2007 год функционируют 1 учреждение здравоохранения и 1 учреждение образования.